# Don’t Fence Me In (album Binga Crosby’ego i The Andrews Sisters)
Don’t Fence Me In (podtytuł: Songs of the Wide Open Spaces) – album kompilacyjny z 1946 roku autorstwa Binga Crosby’ego oraz The Andrews Sisters, wydany przez Decca Records. Album ten zawierał niezwykle popularną piosenkę Pistol Packin’ Mama, która sprzedała się w ponad milionie egzemplarzy.

## Lista utworów
Utwory znalazły się na zestawie składającym się z 6 płyt o prędkości 78 obr./min, Decca Album No. A-417.
płyta 1
| 1. | „Don't Fence Me In” (Bing Crosby i The Andrews Sisters)   | 3:04  |
|    |                                                           |       |
| 2. | „Pistol Packin' Mama” (Bing Crosby i The Andrews Sisters) | 2:59  |
|    |                                                           |       |
|    |                                                           | 06:03 |
|    |                                                           |       |
płyta 2
| 1. | „New San Antonio Rose” (Bing Crosby z orkiestrą Boba Crosby’ego)       | 3:14  |
|    |                                                                        |       |
| 2. | „It Makes No Difference Now” (Bing Crosby z orkiestrą Boba Crosby’ego) | 2:38  |
|    |                                                                        |       |
|    |                                                                        | 05:52 |
|    |                                                                        |       |
płyta 3
| 1. | „Be Honest With Me” (Bing Crosby)                | 2:36  |
|    |                                                  |       |
| 2. | „Goodbye, Little Darlin', Goodbye” (Bing Crosby) | 2:47  |
|    |                                                  |       |
|    |                                                  | 05:23 |
|    |                                                  |       |
płyta 4
| 1. | „You Are My Sunshine” (Bing Crosby)    | 2:33  |
|    |                                        |       |
| 2. | „Ridin' Down the Canyon” (Bing Crosby) | 2:46  |
|    |                                        |       |
|    |                                        | 05:19 |
|    |                                        |       |
płyta 5
| 1. | „I'm Thinking Tonight of My Blue Eyes” (Bing Crosby)  | 3:11  |
|    |                                                       |       |
| 2. | „I Only Want a Buddy, Not a Sweetheart” (Bing Crosby) | 2:41  |
|    |                                                       |       |
|    |                                                       | 05:52 |
|    |                                                       |       |
płyta 6
| 1. | „Walking the Floor Over You” (Bing Crosby) | 3:08  |
|    |                                            |       |
| 2. | „Nobody's Darlin' But Mine” (Bing Crosby)  | 2:19  |
|    |                                            |       |
|    |                                            | 05:27 |
|    |                                            |       |